# Josef Suchý
Josef Suchý (16. listopadu 1905 – 13. října 1984) byl český fotbalista, československý reprezentant.

## Fotbalová kariéra
Za československou reprezentaci odehrál 1 utkání (přátelský zápas se Španělskem roku 1936). V lize odehrál 110 zápasů, vstřelil 1 gól, nastupoval za Viktorii Žižkov (1925–1927), Slavii Praha (1927–1930), opět Viktorii Žižkov (1930–1934) a SK Prostějov (1934–1936). Mistr Československa z roku 1930, titul získal se Slavií Praha.

## Ligová bilance
| Ročník                                       | Zápasy | Góly | Klub               |
| -------------------------------------------- | ------ | ---- | ------------------ |
| Asociační liga 1925                          | 4      | 0    | SK Viktoria Žižkov |
| Středočeská 1. liga 1925/26                  | 6      | 0    | SK Viktoria Žižkov |
| Kvalifikační soutěž Středočeské 1. ligy 1927 | -      | 0    | SK Viktoria Žižkov |
| Středočeská 1. liga 1927/28                  | -      | 0    | SK Slavia Praha    |
| 1. asociační liga 1929/30                    | -      | 0    | SK Slavia Praha    |
| 1. asociační liga 1930/31                    | 4      | 1    | SK Viktoria Žižkov |
| 1. asociační liga 1931/32                    | -      | 0    | SK Viktoria Žižkov |
| 1. asociační liga 1932/33                    | -      | 0    | SK Viktoria Žižkov |
| 1. asociační liga 1933/34                    | -      | 0    | SK Viktoria Žižkov |
| Státní liga 1934/35                          | 22     | 0    | SK Prostějov       |
| Státní liga 1935/36                          | 23     | 0    | SK Prostějov       |
| Státní liga 1936/37 (fotbal)                 | 3      | 0    | SK Prostějov       |
| CELKEM 1. česká liga                         | 110    | 1    |                    |